# Clemson-Klasse
Die Clemson-Klasse war eine Klasse von Zerstörern der United States Navy. Die insgesamt 156 Schiffe wurden ab 1918 gebaut und dienten teilweise bis kurz nach dem Ende des Zweiten Weltkriegs in der US-Marine. 1940 wurden 19 Schiffe im Zuge des Zerstörer-für-Stützpunkte-Abkommen an die Royal Navy übergeben, in der sie bis 1948 eingesetzt wurden.

## Bau
Die Clemson-Klasse war eine Weiterentwicklung der im Ersten Weltkrieg eingesetzten Wickes-Klasse. Sie waren die letzten der amerikanischen Glattdeckzerstörer mit ihren charakteristischen vier Schornsteinen.
Der größte Unterschied zur Vorgängerklasse waren die größeren Tanks, die mit zusätzlichen 100 Tonnen volle 35 Prozent mehr Öl fassen konnten, womit die Schiffe eine erheblich größere Reichweite als ihre als zu „kurzatmig“ angesehenen Vorgänger hatten. Dennoch blieb die Reichweite auch der Clemson-Klasse unbefriedigend, es wurde davon ausgegangen, dass die meisten Schiffe eine alleinige Atlantiküberquerung nicht schaffen würden. Es wurde überlegt, einige Kesselräume und Magazine in zusätzliche Tanks umzubauen, dies wurde jedoch zugunsten des Konzepts der Betankung auf See durch Flottenversorger fallengelassen. Ein weiteres von der Vorklasse übernommenes Problem war die Manövrierfähigkeit – durch das V-förmige Heck hatten die Schiffe einen sehr großen Wendekreis, was besonders bei der enge Manöver erfordernden U-Boot-Jagd zu Schwierigkeiten führte. Dies wurde noch dadurch verschlimmert, dass sich die beiden Propeller in dieselbe Richtung und nicht, wie bei Zwei-Schrauben-Schiffen üblich, entgegengesetzt drehten. Da die Art der Schraubenrotation Auswirkungen auf das Ruderverhalten hatte, waren die Zerstörer besonders bei Anlegemanövern so schwer zu manövrieren wie Ein-Schrauben-Schiffe. Zwar wurden bei der Clemson-Klasse die Ruder vergrößert, dies konnte die Probleme jedoch nicht annähernd beheben.
Auf See erwiesen sich die Schiffe als sehr „nass“, d. h., es kam bei Seegang viel Wasser auf das Deck. Durch ihren schmalen Rumpf rollten sie bei rauer See sehr stark.

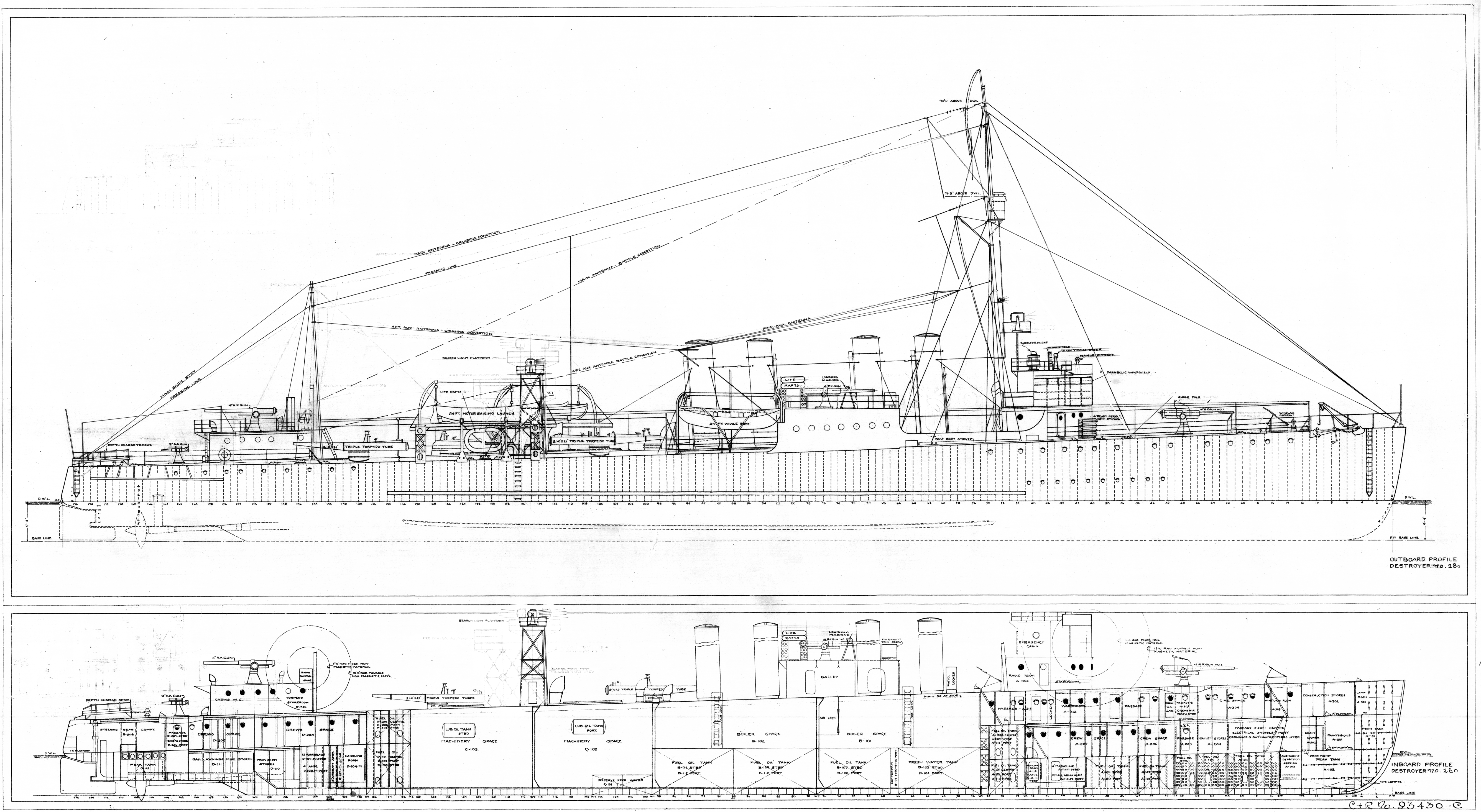
Riss der Clemson-Klasse

Die Bewaffnung wurde unverändert von der Wickes-Klasse übernommen, es blieb bei den vier einzeln aufgestellten 102-mm-Geschützen, von denen je eines auf Bug und Heck und die beiden anderen erhöht auf Plattformen an den Seiten des zweiten Schornsteins aufgestellt waren. Dies war Anfang der 1920er-Jahre eine bestenfalls durchschnittliche Bewaffnung, da durch die Art der Aufstellung maximal drei Geschütze auf dasselbe Ziel feuern konnten. Das britische Gegenstück, die noch während des Ersten Weltkrieges gebauten Zerstörer der V- und W-Klasse, konnte alle ihre vier 102-mm-Geschütze (je zwei auf Bug und Heck) in der Breitseite einsetzen. Dafür trug die Clemson-Klasse mit insgesamt vier Drillingsrohrsätzen (zu jeder Seite zwei) die doppelte Anzahl an Torpedos. Zur Flugabwehr wurde ein einzelnes 76,2-mm-Geschütz als ausreichend erachtet. Bis zum Beginn des Zweiten Weltkriegs wurden bei den meisten noch im Dienst stehenden Zerstörern lediglich zwei schwere Maschinengewehre nachgerüstet, zum Ende des Krieges bestand die Flak schließlich aus sechs einzelnen 20-mm-Oerlikon-Kanonen.
Alle Zerstörer wurden zwischen 1918 und 1922 in sehr kurzer Bauzeit von den Schiffswerften Newport News Shipbuilding (14), William Cramp & Sons (24), New York Shipbuilding (20), Mare Island Naval Shipyard (6), Norfolk Naval Shipyard (3), Bath Iron Works (3) sowie Bethlehem Steel (85) entstanden; letzterer Konzern baute die Zerstörer auf dem Fore River Shipyard (10) und Squantum Victory Yard (35) in Quincy sowie bei den Union Iron Works (40) in San Francisco.
Die große Anzahl der gebauten Einheiten ist unter anderem dadurch begründet, dass die Bauaufträge noch während des Ersten Weltkrieges erteilt worden waren und nach dem Kriegsende nicht storniert wurden. Danach wurden bis zum Bau der Farragut-Klasse 1934 keine weiteren Zerstörer für die US-Navy gebaut.

## Einsatz
Die Zerstörer dieser Klasse dienten in allen Flottenteilen und bildeten den Hauptteil der amerikanischen Zerstörergeschwader zwischen den Weltkriegen. 1923 gingen sieben Zerstörer in der Schiffskatastrophe bei Honda Point verloren. Zahlreiche Zerstörer wurden in den 1920er-Jahren außer Dienst gestellt und eingemottet, da die US-Marine keine Verwendung für so viele Zerstörer hatte. 1930 wurden zahlreiche Zerstörer verschrottet, da ihre Wasserrohrkessel sich abgenutzt hatten. Insgesamt 60 Zerstörer der Wickes- und Clemson-Klasse waren davon betroffen, die allesamt von Bethlehem Steel gebaut worden waren. Die Moody wurde dabei an Metro-Goldwyn-Mayer verkauft und bei den Dreharbeiten zum Film Hell Below versenkt.
Als Ersatz wurden eingemottete Zerstörer wieder reaktiviert. Zahlreiche Clemsons wurden, wie auch der Vorläufer der Caldwell- und Wickes-Klasse, zu anderen benötigten Schiffstypen umgebaut. Aus den Zerstörern wurden unter anderem Minenleger (DM 1-22, ab 1920, 1941 DM 15-22), Cutter der Coast Guard (6 CG 15-20; 1930-1935, zurück zur Navy), Flugzeugtender (AVD 1-14, 1938–40), Minensucher (DMS 1-18, 1940/41), schnelle Truppentransporter (32 APD 1-36) und sonstige Hilfsschiffe.

### Zweiter Weltkrieg
Als nach dem Ausbruch des Zweiten Weltkriegs der Bedarf der US-Marine an Zerstörern erheblich stieg, wurden zahlreiche der eingemotteten Zerstörer wieder reaktiviert. Als Teil des Zerstörer-für-Stützpunkte-Abkommens übergaben die USA 1940 27 Zerstörer der Clemson-Klasse an die Royal Navy, die sie zusammen mit den 33 anderen übergebenen Zerstörern der Caldwell- und Wickes-Klasse zur Town-Klasse zusammenfasste. Zahlreiche andere Schiffe wurden in der amerikanischen Neutralitätspatrouille im Atlantik eingesetzt. Dabei versenkte das deutsche Unterseeboot U 552 die Reuben James am 31. Oktober 1941 – rund sechs Wochen vor der offiziellen Kriegserklärung Deutschlands an die USA – und war damit das erste US-amerikanische Kriegsschiff, das im Zweiten Weltkrieg von einem deutschen U-Boot versenkt wurde.
Nachdem die USA infolge des japanischen Angriffs auf Pearl Harbor in den Krieg eingetreten waren, kam es im Pazifikkrieg zu einigen Gefechten, bei denen Clemson-Klasse-Zerstörer aus Mangel an moderneren Zerstörern als Teil der ABDA-Flotte in vorderster Linie eingesetzt wurden. Bei zahlreichen Gefechten, insbesondere in der Seeschlacht vor Balikpapan, bei der vier Schiffe der Clemson-Flotte den einzigen nennenswerten Erfolg der ABDA-Flotte errangen, wurde deutlich, dass die Bewaffnung gegen feindliche Schiffe und Kampfflugzeuge in keiner Weise mehr den Anforderungen an einen Zerstörer genügte. In der Folge wurden die Einheiten meist zu Geleitschutzaufgaben in rückwärtigen Gebieten eingesetzt, wobei mit dem Fortschreiten des Krieges auch zahlreiche verbliebene Einheiten zu anderen Schiffstypen umgebaut wurden. In ihren neuen Funktionen als schnelle Truppentransporter und Minensucher nahmen sie an zahlreichen amphibischen Landungsoperationen teil.
Während der Eroberung Javas 1942 erbeuteten die Japaner die im Hafen von Surabaya versenkte Stewart. Sie hoben das Schiff und stellten es als Geleitschiff in Dienst. Nach der Kapitulation Japans wurde das Schiff wieder von der US-Marine übernommen und dann abgewrackt.
Nach dem Ende des Krieges wurden bis 1947 alle noch verbliebenen Einheiten der Klasse verschrottet oder als Zielschiffe versenkt. Auch die in anderen Flotten eingesetzten Einheiten folgten bis 1952.